# Кассани, Иосиф
Иосиф Кассани (José Cassani; 26 ноября 1673—1750) — испанский монах, иезуит, лингвист, историк.

## Биография
Родился в 1673 году в Мадриде. В 1686 году вступил в орден иезуитов. В 1713 году стал одним из основателей Академии испанского языка в Мадриде. Значительную часть жизни занимался исследованием языков, также интересовался этнографией и этнологией. Всю жизнь провёл в Мадриде.
В его активе Словарь каталонского языка 1730 года в 6 томах, труды по прославлению Общества Иисуса (иезуитов, в 1737—1738 годах), в которых он воспевал их доблесть и добродетель, «История провинции Общества Иисуса Королевства Новая Гранада в Америке» (1741 год). Несмотря на то, что он никогда не бывал в Южной Америке, последняя работа содержит немало интересных и ценных материалов этнографического и этнологического характера.